# Bagnolo di Po
Bagnolo di Po (Bagnoło de Po in veneto) è un comune italiano di 1 208 abitanti della provincia di Rovigo in Veneto.

## Storia
Comunemente chiamata Bagnolo, per la configurazione del suo territorio, fu, sicuramente, in passato meno ospitale di altri paesi polesani.
Tutti i documenti dei Veneziani e degli Estensi riportano l'abbondanza di acqua della zona e la presenza di acquitrini per lunghi periodi dell'anno.
Balneum, luogo ricco di pozze d'acqua, viene citato di frequente soprattutto per le varie alluvioni dei fiumi Po, Adige, Tartaro.

Furono le bonifiche XV secolo attuate dalla famiglia Bentivoglio a rendere possibili i primi insediamenti stabili, ma ancor di più quelle del XIX secolo, quando entrarono in funzione le idrovore.
Fin dal IV secolo, tuttavia, questo territorio che fu donato alla chiesa di Adria nel 938 da Almerico d'Este marchese di Mantova e dalla moglie Franca, aveva iniziato a svilupparsi un piccolo borgo. Nel 998 la località figura tra i possedimenti del Vescovo Gregorio di Ferrara; nel 1308 fra quelle di Obizzo III d'Este. Uguccione dei Contrari lo ricevette in dono nel 1402 da Obizzo d'Este.
Nel 1478, il duca Borso d'Este donò a Francesco Ariosto, zio di Ludovico Ariosto, un terreno a "livello". Il padre del poeta, capitano generale del Polesine Niccolò Ariosto, fece costruire una Villa chiamata "Barchetta".
Nel 1506 il feudo dei Contrari passò al marchese Alfonso Trotti di Ferrara e nel 1560 al marchese Cornelio Bentivoglio. Nel 1597 passò allo Stato Pontificio per mancanza di eredi della casata estense.
Nel XVII secolo Bagnolo venne spesso citato per le frequenti alluvioni fluviali dei fiumi circostanti: nel 1647 e 1658 il Po, nel 1677 l'Adige, nel 1693 e 1742 il Tartaro, nel 1705 il Mincio ed il Castagnaro nel 1772 e nel 1796.
Nel 1797 il territorio passò alla Repubblica Cisalpina; nel 1815 venne aggregato al Veneto e alla provincia di Rovigo sotto la dominazione austriaca. Più tardi nel 1866 venne annesso al Regno d'Italia.
La tristemente famosa alluvione del 1951, causata dalla "rotta" del fiume Po, provocò lo spopolamento del paese, per lo più dedito all'agricoltura, verso zone maggiormente industrializzate.

Oggi, questi terreni, strappati con molti sacrifici alla forza delle acque, ripagano con la loro produttività, gli sforzi fatti nel passato.

### Simboli
Lo stemma e il gonfalone sono stati concessi con decreto del presidente della Repubblica del 31 ottobre 1986.
Stemma
Gonfalone

## Monumenti e luoghi d'interesse
- Chiesa della Natività della Beata Vergine Maria, parrocchiale nel capoluogo.
- Chiesa del Santissimo Nome di Maria, parrocchiale nella frazione di Runzi.
- Monumento ai Caduti delle guerre mondiali, opera dello scultore Virgilio Milani (1957).[5]

## Società

### Evoluzione demografica
Abitanti censiti

## Cultura

### Musica
Il coro altopolesano Vangadizza è stato fondato nel 1979 ed è sempre stato diretto da Ennio Casarotto. Specializzato nei generi popolari locale, nei canti di montagna e degli alpini, si è esibito in centinaia di concerti in Italia e all'estero. Il 10 settembre 2011 ha inciso il suo primo disco, Il coro altopolesano Vangadizza canta la vita, la gente, l'amore.
È il luogo di nascita dell'orchestra di liscio Millennio Band.

### Eventi
Ogni anno, il primo sabato del mese di settembre, si svolge il "Palio delle Contrade", manifestazione ispirata all'epoca medievale in cui cinque squadre, corrispondenti ai quartieri del paese (via Roma-piazza Marconi, Dogana-Arioste est, Napoleonica, Vall'Alta-Arioste ovest, San Giuliano-De Gasperi), si sfidano in vari giochi di abilità.

## Amministrazione
| Periodo | Periodo   | Primo cittadino   | Partito                        | Carica  | Note |
| ------- | --------- | ----------------- | ------------------------------ | ------- | ---- |
| 1995    | 1999      | Adriano Pollastri | Lista Civica                   | Sindaco |      |
| 1999    | 2004      | Adriano Pollastri | Lista Civica                   | Sindaco |      |
| 2004    | 2009      | Pietro Caberletti | Lista Civica (Centro-sinistra) | Sindaco |      |
| 2009    | 2014      | Pietro Caberletti | Lista Civica (Centro-sinistra) | Sindaco |      |
| 2014    | 2019      | Pietro Caberletti | Lista Civica (Centro-sinistra) | Sindaco |      |
| 2019    | 2024      | Amor Zeri         | Lista Civica                   | Sindaco |      |
| 2024    | in carica | Amor Zeri         | Lista Civica                   | Sindaco |      |